# Исакова, Мунаввар
Мунаввар Исакова (узб. Мунаввар Исоқова) — доярка колхоза «50 лет Узбекской ССР» Орджоникидзевского района Ташкентской области, Герой Социалистического Труда.

## Биография
Родилась в 1939 году в Кибрайском районе. Член КПСС с 1964 года.
В 1958—2000 гг. — колхозница, доярка колхоза, который с 1974 года назывался «50 лет Узбекской ССР» Орджоникидзевского района Ташкентской области.
Награждена орденом Ленина 6 сентября 1973 года.
В 1974 году получила от своей группы 229 тонн молока (6032 кг от коровы).
Указом Президиума Верховного Совета СССР от 10 февраля 1975 года присвоено звание Героя Социалистического Труда с вручением ордена Ленина и золотой медали «Серп и Молот».
Лауреат Государственной премии СССР 1979 года — за увеличение производства высококачественной продукции животноводства на основе применения прогрессивной технологии.
Избиралась депутатом Верховного Совета Узбекской ССР 6-го, 7-го, 8-го, 9-го, 10-го созывов.
Делегат XXIV съезда КПСС.